# Andrena anisochlora
Andrena anisochlora är en biart som beskrevs av Cockerell 1936. Andrena anisochlora ingår i släktet sandbin, och familjen grävbin. Inga underarter finns listade i Catalogue of Life.